# سيلفيا مارتينز
سيلفيا مارتينز هي رسامة برازيلية، ولدت في 1954.